# Thylamys
Genre
Thylamys est un genre qui regroupe plusieurs espèces de sarigues ou opossums de la famille des Didelphidae. On rencontre ces petits marsupiaux en Amérique du Sud.

## Description
Les espèces du genre Thylamys mesurent entre 70 et 150 mm de long et possèdent une queue de 90 à 160 mm. Elles pèsent de 18 à 55 g. Elles présentent de grands yeux, un museau pointu et de grandes oreilles. Leur pelage varie du gris au brun sur le dos et est plus clair sur le ventre, souvent blanc jaunâtre. L'une de leurs particularités est de pouvoir stocker des réserves sous forme de graisse dans leur queue, d'où leur nom commun anglais de Fat tailed mouse opposum ou allemand de Fettschwanzbeutelratten.
Contrairement à d'autres espèces d'opposums, ces espèces sont moins restrictives quant à leur habitat. On les rencontre aussi bien dans les forêts que dans les prairies ou les zones rocailleuses. Elles peuvent grimper aux arbres mais sont habituellement terrestres. Leur activité est essentiellement nocturne et solitaire. Leur alimentation est omnivore incluant en priorité les insectes, les petits vertébrés et les fruits...

## Liste des espèces
- Thylamys cinderella (Thomas, 1902)
- Thylamys elegans (Waterhouse, 1839)
- Thylamys karimii (Petter, 1968)
- Thylamys macrurus (Olfers, 1818)
- Thylamys pallidior (Thomas, 1902)
- Thylamys pusillus (Desmarest, 1804)
- Thylamys sponsorius (Thomas, 1921)
- Thylamys tatei (Handley, 1957)
- Thylamys velutinus (Wagner, 1842)
- Thylamys venustus (Thomas, 1902)